# Tellervo
Tellervo és un esperit o deessa de la mitologia finesa del bosc, filla de Tapio i Mielikki. La tradició cita que sempre vestia d'or i plata.